# Marian Rapacki (spółdzielca)

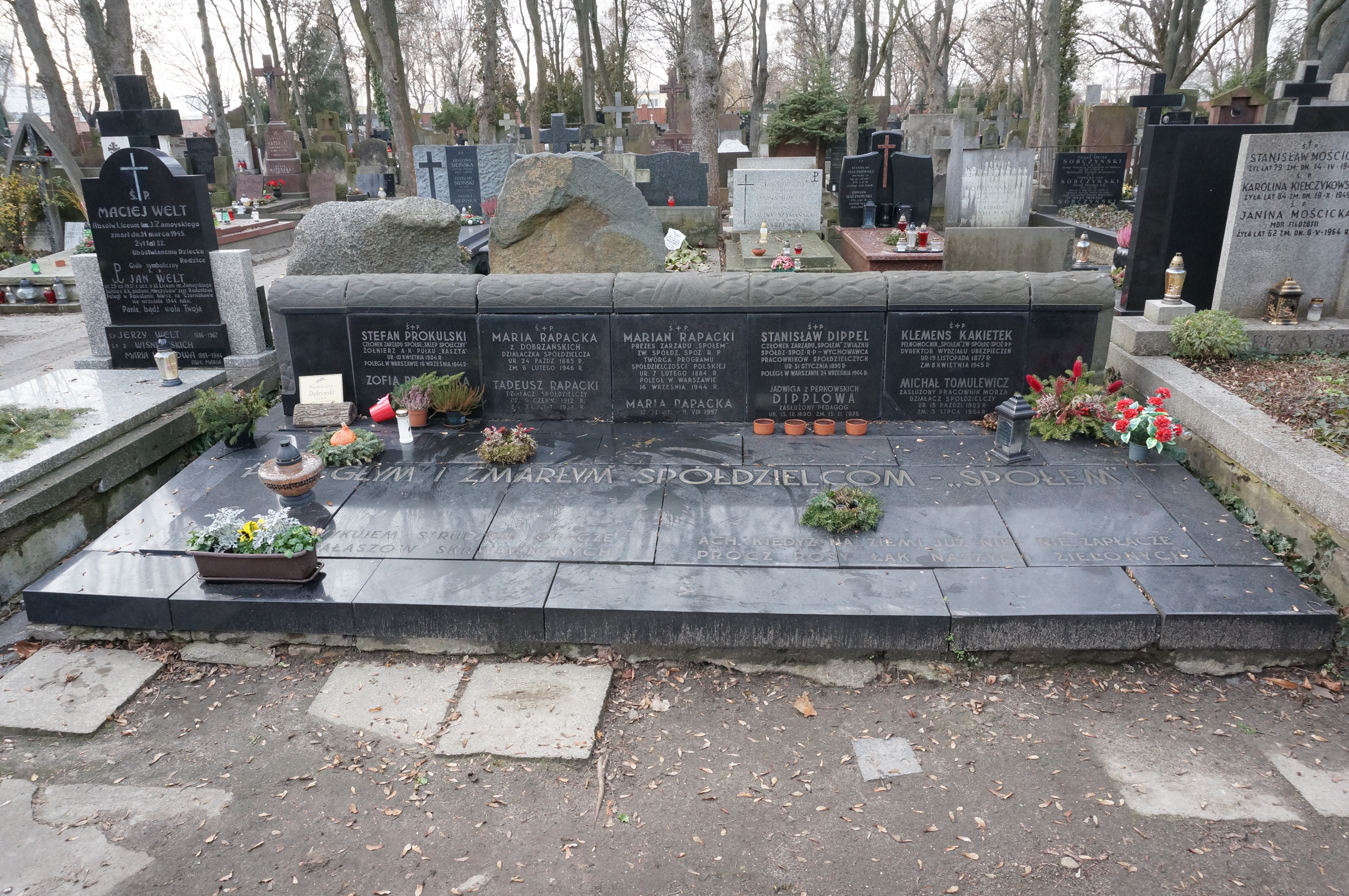
Grób Mariana Rapackiego na cmentarzu Powązkowskim

Marian Rapacki (ur. 7 lutego 1884 w Sieradzu, zm. 16 września 1944 w Warszawie) – polski działacz spółdzielczy i niepodległościowy, teoretyk ruchu spółdzielczego, prezes Związku Spółdzielni Spożywców RP „Społem”.

## Życiorys
Syn Bronisława, administratora dóbr rolnych, i Jadwigi z Chełmickich. Od 1893 uczył się w Warszawie, gdzie w 1902 ukończył ze srebrnym medalem i tytułem kandydata nauk komercjalnych szkołę handlową E. A. Rontalera. W 1903 wyjechał na studia do Akademii Handlowej w Lipsku, gdzie został przewodniczącym Bratniej Pomocy studentów – Polaków. W Lipsku zaliczył dwa semestry i w 1904 udał się do Londynu, gdzie pracował w Towarzystwie Anglo-Syberyjskim dla Eksploatacji Złota, a równocześnie studiował w Pitman’s Metropolitan School. W 1905 z Londynu pojechał do Gdańska na praktykę w firmie zbożowo-komisowej. W styczniu 1906 zaczął pracę jako urzędnik w Towarzystwie Pożyczkowo-Oszczędnościowym w Piotrkowie. W kwietniu przeniósł się do Warszawy, gdzie podjął pracę w Warszawskim Syndykacie Rolniczym. Rozwinął wówczas działalność polityczną. Od 1906 r. związany ze spółdzielczością oszczędnościowo-pożyczkową, potem rolniczą. Działacz Związku Młodzieży Polskiej „Zet”, a następnie Narodowego Związku Robotniczego. W okresie międzywojennym był m.in. prezesem zarządu Związku Spółdzielni Spożywców RP oraz (od 1923) wykładał w Wyższej Szkole Handlowej. W 1920 r. objął redakcję tygodnika „Społem”. Pod koniec życia zbliżył się w poglądach do lewicy społecznej. Zginął w czasie powstania warszawskiego. Pochowany na Powązkach (kwatera 150-3-28). Odznaczony Krzyżem Walecznych.
Główne prace: Program gospodarczy spółdzielczości spożywców (1936), Program spółdzielczości polskiej (1944).

## Rodzina
Żonaty od 1 lutego 1909 z Marią z Dobrzańskich, miał dwóch synów – Adama Rapackiego, ministra spraw zagranicznych 1956–1968, i Tadeusza.

## Upamiętnienie
3 grudnia 1974 odbyło się dla uczczenia jego zasług sympozjum naukowe w Szkole Głównej Planowania i Statystyki. Jego organizatorami byli prof. Wiesław Sadowski i Tadeusz Janczyk.